# Tinnum

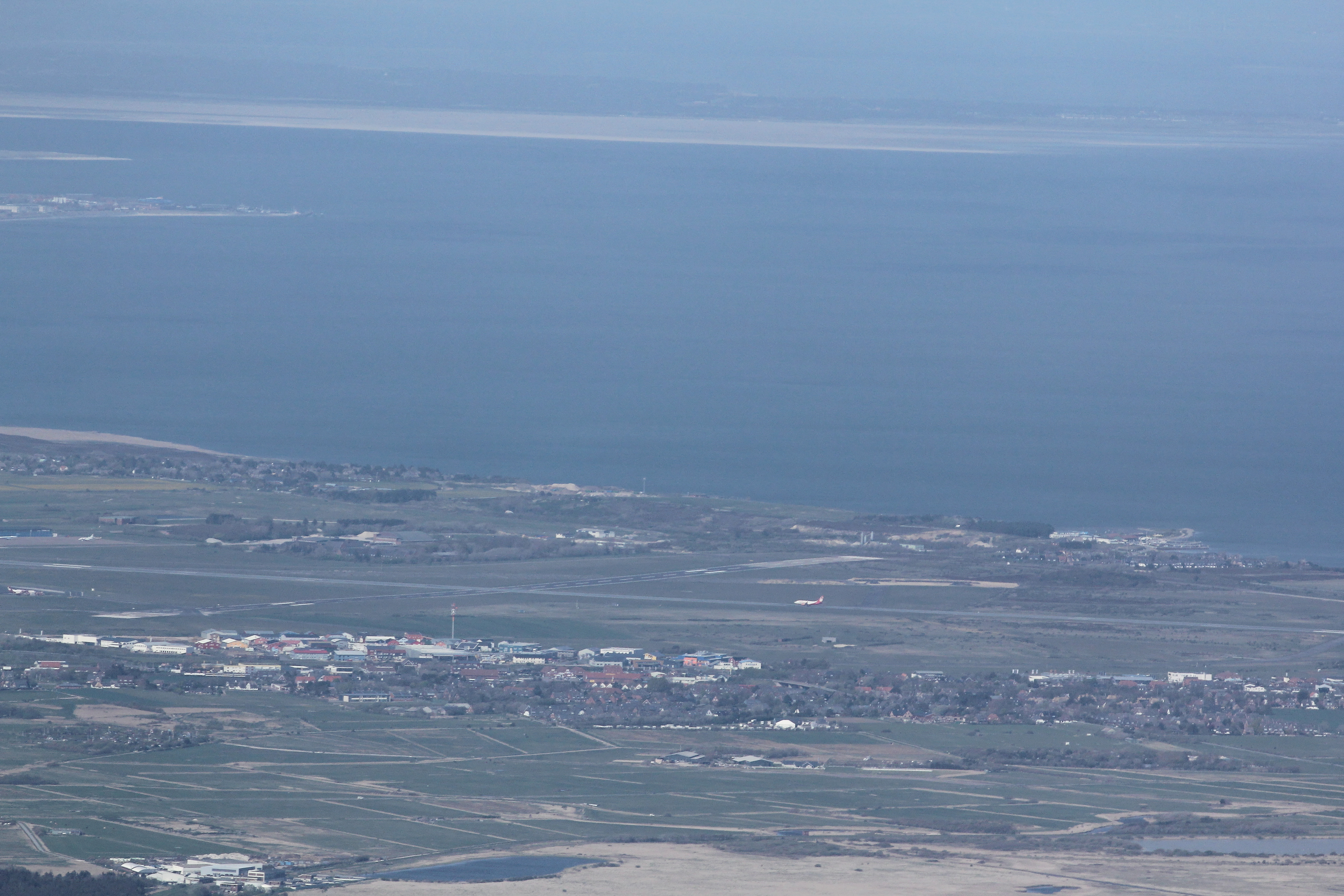
Tinnum und Flughafen Sylt (Luftaufnahme, 2012)

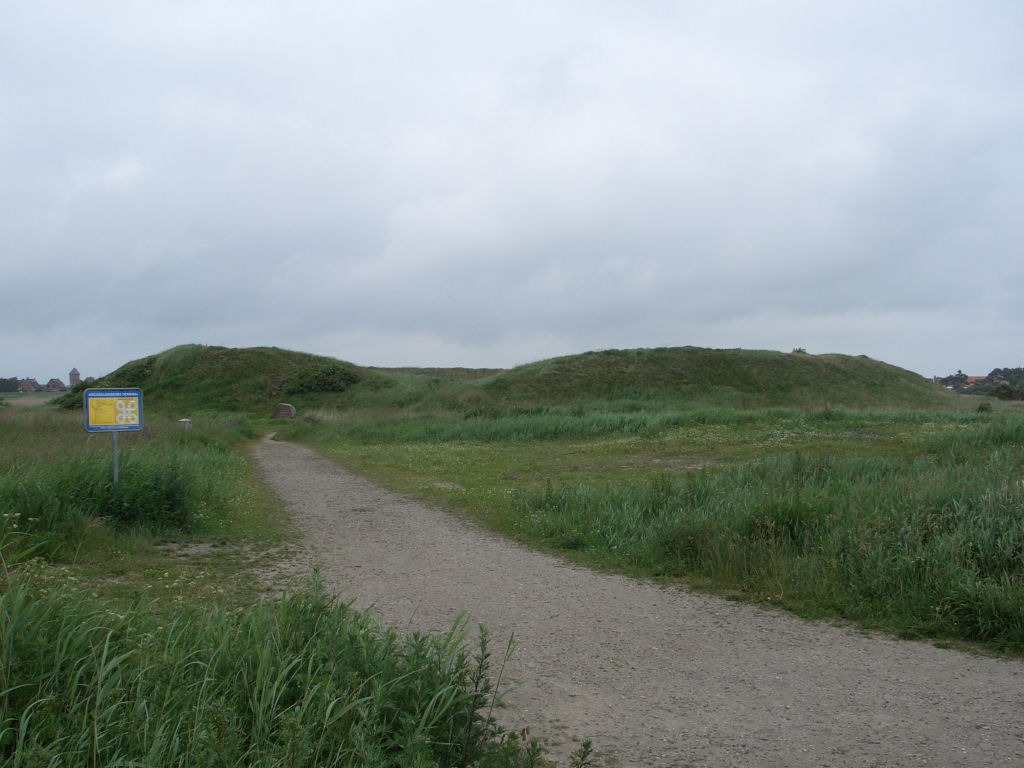
Tinnumburg (2006)

Tinnum (nordfriesisch: Tinem, dänisch: Tinnum) ist ein Ortsteil der Gemeinde Sylt. Die Gemarkung hat eine Fläche von 9,11 km².
Tinnum wurde 1440 erstmals erwähnt. Von 1547 bis 1868 war hier der Sitz der Sylter Landvögte, und auch das Inselgefängnis sowie das Amtsgericht befanden sich dort. Die 1649 errichtete Alte Landvogtei ist eines der ältesten Häuser auf Sylt.
1970 schloss sich die Gemeinde mit den Nachbargemeinden Archsum, Keitum und Morsum zur Gemeinde Sylt-Ost zusammen. Innerhalb der neuen Gemeinde war Tinnum die größte Siedlung. Zum Stichtag der letzten Volkszählung am 25. Mai 1987 hatte Tinnum eine Bevölkerung von 2228. Am 1. Januar 2009 ging Sylt-Ost in der neuen Gemeinde Sylt auf.
Der Ort bildet mit dem westlich gelegenen Westerland einen baulichen Zusammenhang. Hier befinden sich – auch aufgrund der zentralen Lage auf Sylt – mehrere Gewerbegebiete, die für die gesamte Insel für dem Tourismus nachgeordnete Wirtschaftszweige von wesentlicher Bedeutung sind. Außerdem befinden sich in Tinnum mehrere große Supermärkte, sodass der Ort – ergänzend zu Westerland – zentrale Versorgungsfunktionen für die Insel und deren Gäste übernimmt.
Zum Ort gehörig ist die so genannte Tinnumburg, eine acht Meter hohe kreisförmige Wallanlage mit einem Durchmesser von 120 m, die etwa um das Jahr 1 n. Chr. errichtet wurde.
Der Haltepunkt Tinnum an der Marschbahn von Hamburg nach Westerland besteht nicht mehr.